# Shlomo Levy
Shlomo Levy (* 16. März 1976 in Rechovot) ist ein ehemaliger israelischer Eishockeyspieler, der zuletzt bis 2015 beim HC Bat Yam in der israelischen Eishockeyliga unter Vertrag stand.

## Karriere
Shlomo Levy begann seine Karriere beim HC Maccabi Amos Lod, für den er zumindest seit der Spielzeit 1999/2000 aktiv war. Mit der Mannschaft wurde er 2001 und 2004 israelischer Meister. Nach dem zweiten Meistertitel wechselte er zum HC Bat Yam, für den er bis zu seinem Karriereende 2015 spielte.

### International
Für Israel nahm Levy zunächst an den D-Weltmeisterschaften 1999 und 2000 teil. Nach der Umstellung des Systems der Weltmeisterschaft spielte er in der Division I bei der Weltmeisterschaft 2006 sowie in der Division II bei den Weltmeisterschaften 2001, 2002, 2004, 2007, 2008, 2009, 2012, 2013, 2014 und 2015.

## Erfolge und Auszeichnungen
- 2000 Aufstieg in die Division II bei der D-Weltmeisterschaft
- 2001 Israelischer Meister mit dem HC Maccabi Amos Lod
- 2004 Israelischer Meister mit dem HC Maccabi Amos Lod
- 2013 Aufstieg in die Division II, Gruppe A, bei der Weltmeisterschaft der Division II, Gruppe B